# کنی رومانو
کُنچه‌تا رومانو (ایتالیایی: Concetta Romano) مشهور به کُنـّی رومانو (ایتالیایی: Connie Romano) تهیه‌کننده تلویزیونی، مجری و بازیگر ایتالیایی‌الاصل اهل ایالات متحده آمریکا است. وی از سال ۲۰۰۹ میلادی تاکنون مشغول فعالیت بوده‌است.
از فیلم‌ها یا مجموعه‌های تلویزیونی که وی در آن‌ها نقش داشته است، می‌توان به بانوان زیبا سحرخیزند اشاره نمود.